# Роблес, Маргарита
Мария Маргарита Ро́блес Ферна́ндес (исп. María Margarita Robles Fernández; род. 10 ноября 1956, Леон, Кастилия и Леон) — испанский юрист, судья и государственный деятель. Министр обороны Испании с 7 июня 2018 года. Временно исполняла обязанности министра иностранных дел с 30 ноября 2019 года по 13 января 2020 года.

## Биография
Маргарита Роблес — дочь адвоката. С 12 лет проживала с семьёй в Барселоне. Изучала юриспруденцию в Барселонском университете. Начала судебную карьеру в 1981 году. В 26 лет была назначена судьёй в Балагере в провинции Льейда, позднее работала также в Сан-Фелиу-де-Льобрегат и Бильбао. В возрасте 34 лет возглавила суд провинции Барселона. По своим взглядам была близка Испанской социалистической рабочей партии, в 1993 году была назначена субсекретарём министерства юстиции Испании. В 1994—1996 годах Роблес занимала должность статс-секретаря министерства внутренних дел Испании при министре Хуане Альберто Бельоче. С сентября 2008 по декабрь 2013 года являлась членом Генерального совета судебной власти. Маргарита Роблес является членом ассоциации «Судьи за демократию» и активно участвует в её работе.
В мае 2016 года стало известно, что Маргарита Роблес займёт вторую строчку вслед за Педро Санчесом в списке Испанской социалистической рабочей партии (PSOE) по Мадриду на парламентских выборах 26 июня. Маргарита Роблес была среди тех пятнадцати депутатов, которые проголосовали против кандидатуры Мариано Рахоя на пост председателя правительства Испании 29 октября 2016 года. 18 июня 2017 года по результатам XXXIX съезда PSOE Маргарита Роблес была избрана пресс-секретарём парламентской группы социалистов в Конгрессе депутатов. 6 июня 2018 года Маргарита Роблес была назначена министром обороны Испании в первом кабинете Педро Санчеса. 30 ноября 2019 года стала министром иностранных дел Испании, сохранив при этом портфель министра обороны.
Получила портфель министра обороны во втором кабинете Санчеса, сформированном 13 января 2020 года. 21 ноября 2023 года назначена министром обороны в третьем кабинете Педро Санчеса.